# Hazarsumuch (distrikt)
Hazarsumuch är ett distrikt i Afghanistan. Det ligger i provinsen Takhar, i den nordöstra delen av landet, 270 kilometer norr om huvudstaden Kabul. Administrativ huvudort är Hazarsumuch.
Distriktet beräknades år 2022 ha cirka 16 000 invånare.